# بومة العفريت
بومة العفريت (الاسم العلمي: Micrathene whitneyi) هي طائر جارح ليلي هي من فصيلة البوم الحقيقي. تتكاثر في جنوب غرب الولايات المتحدة والمكسيك.
هي أصغر بومة في العالم. متوسط وزن الجسم لهذا النوع هو 40 غرام (1.4 أوقية)، ويتراوح طولها بين 12.5 و 14.5 سم (4.9 إلى 5.7 بوصة) و يبلغ طول جناحها حوالي 27 سم (10.5 بوصة).
يمكن سماعها في كثير من الأحيان أثناء الاتصال ببعضها البعض مباشرة بعد الغسق أو عند غروب الشمس.